# Халыбо-Адабашев
Халыбо-Адабашев — хутор в Неклиновском районе Ростовской области.
Входит в состав Синявского сельского поселения.

## География
На хуторе имеются две улицы — Молодёжная и Степная.

## История
Наименование хутора не случайно. Халыбо-Адабашево раньше принадлежал бывшему главе Нор-Нахичевана (Нахичевани-на-Дону) — Арутюну Халибяну (Халибову) и там жили его крепостные крестьяне.

## Население
| 2010 |
| ---- |
| 131  |